# Corynopuntia vilis
Corynopuntia vilis (choya cardo de Zacatecas) es una especie perteneciente a la familia Cactaceae que se distribuye en San Luis Potosí en México. La palabra vilis proviene del latín y significa «barata» o «sin valor».

## Descripción
Tiene crecimiento subarbustivo, alcanza hasta 15 cm de altura en agrupaciones de varios metros de diámetro. Sus tallos están ramificados y son cilíndricos de 5 cm de largo, de color verde grisáceo. Sus tubérculos son bajos. Sus areolas tienen lana blanca. Tiene más de 12 espinas radiales, las espinas centrales son rojizas con la punta blanca o amarillenta, de 4 cm de largo. La flor de 4 cm de largo y color púrpura. El fruto que produce es de color verde pálido y negruzco una vez seco, espinoso, de 3 cm de largo. Las semillas son grandes y de color blanco.
Se cultiva y propaga para su comercialización como planta ornamental.

## Distribución y hábitat
Endémica del estado de San Luis Potosí en México, en elevaciones de 1200 a 1900 m s. n. m.
Esta planta habita en planicies y al píe de laderas en matorrales xerófilos.

## Estado de conservación
No se conocen mayores amenazas para la conservación de esta especie, sin embargo, la pérdida de hábitat podría afectarla. Parte de su área de distribución es en la Reserva Estatal Real de Guadalcázar.